# Obdobje Kofun
Obdobje Kofun (古墳時代 "Kofun džidaj") je obdobje v japonski zgodovini od približno 250 do 538 po Obdobju Jajoj. Beseda kofun pomeni tip pogrebne gomile, ki se je pogosto pojavljala v tem času. Skupaj s sledečim Obdobjem Asuka ju združujemo v obdobje Jamato. Štejemo ga za prvi zabeležen del japonske zgodovine, a je kronologija zgodovinskih virov pogosto zmedena, zato se preučevanja lotevajo kritično in s pomočjo arheoloških dokazov.
Od Obdobja Asuka se razlikuje predvsem v kulturnem smislu, saj je večina prebivalcev pripadnikov domorodne šintoistične vere. Voditelj močnejšega klana si je priboril nadzor nad večino zahodnega Honšuja in severno polovico Kjušuja ter ustanovil japonsko cesarsko hišo. Pogrebni gomili na Tanegašimi in dve zelo stari šintoistični svetišči na Jakušimi sta bile verjetno del južne meje države Jamato, medtem ko je bila severna meja nekje okoli današnje prefekture Nigata, kjer so izkopali gomile, povezane z osebo z bližnjim odnosom s kraljestvom Jamato.

## Grobovi kofun
Kofuni (iz srednje kitajščine kú 古 "starodaven" + bjun 墳 pokopna gomila) so pogrebne gomile, namenjene pokopu pripadnikov višjega sloja na Japonskem med 3. in 7. stoletjem. Obdobje se imenuje po teh značilnih zemeljskih strukturah, ki so bila polne kamnitih pokopnih soban, včasih tudi obdane z jarki.
Kofuni se pojavljajo v mnogih oblikah; najpogostejše so okrogle in kvadratne, slogovno posebna pa je oblika odprtine pri ključavnici s kvadratnim ospredjem in zaokroženim zadnjim delom. Po velikosti segajo do preko 400 metrov v dolžino, po obsegu so večkrat zakopane lončene figure haniva.

### Razvoj
Najstarejši kofun naj bi bil Hokenojama v Sakuraju, Nara, zgrajen v 3. stoletju. Kasnejši kofuni v okrožju Makimuku v Sakuraju (Hašihaka, Šibuja Mukaj'jama) so iz zgodnjega 4. stoletja. Trend se je sprva širil iz province Jamato do province Kavači (gigantski kofun Dajsenrjo), potem pa v 5. stoletju po celotni deželi, razen v regijo Tohoku. Ključavničasti kofuni so izginili v 6. stoletju, verjetno zaradi večjih reform na dvoru; Nihon Šoki beleži predstavitev budizma v tem času. Zadnja velika kofuna sta Imaširozuka v Osaki (verjetna grobnica cesarja Kejtaja) in Ivatojama v Fukuoki (po kroniki Fudoki of Čikugo grobnica Ivaja, Kejtajevega rivala).

## Dvor Jamato
Zaradi polemik glede kraljestva Jamataj je začetek delovanja dvora Jamato nejasen, a naj bi se zgodil okoli leta 250. Splošno je sprejeto, da so vladarji Jamato posedovali kulturo gradnje kofunov in vladali s hegemonijo do 4. stoletja. Regionalni oblastniki so vseeno uživali določeno avtonomijo čez celotno obdobje, posebej v Kibiju, današnja prefektura Okajama, Izumoju, današnja prefektura Šimane, Košiju, današnji prefekturi Nigata in Fukuj, Kenuju na severu Kantoja, Čikušiju na severnu Kjušuja ter Hiju na osrednjem Kjušuju. Šele v 6. stoletju so si klani Jamato podredili celotno južno polovico države. Po Knjigi Songov naj bi se diplomatski odnosi med kraljestvom Jamato in Kitajsko začeli v 4. stoletju.
Vladavino Jamato, kot se je manifestirala v 5. stoletju, so zaznamovali močni klani (豪族 gozoku). Vsakemu klanu je vladal patriarh (氏上 Udži-no-kami), ki je izvajal svete obrede klanovemu kamiju za dolgotrajno dobrobit klana. Pripadniki klana so bili aristokrati, kraljevska linija, ki je nadzorovala dvor Jamato, pa je bila vrh te družbene ureditve. Vodjem mogočnih klanov je bil dodeljen naziv kabane (姓), ki pomeni politični rang, ki se deduje in uporablja namesto družinskega imena.
Obdobju Kofun pravimo tudi obdobje Jamato, saj so se proti koncu obdobja določeni plemenski vodje Jamato povzpeli do cesarske krone. Zgodovinarji in arheologi opozarjajo, da so zunaj dvora Jamato obstajali rivali za prevzem oblasti in vpliva nad deželo, v prvem delu obdobja na primer kraljestvo Kibi.
Dvor Jamaro je proti koncu obdobja vihtel moč nad Kjušujem in južnim Honšujem, poglavarjem svojih podložnikom pa so podelili nazive, nekatere dedne. Jamato je postal sinonim za celotno državo, saj so vladarji uspešno zatirali klane in si pridobivali kmetijske površine. Po kitajskih modelih so razvijali centralno upravo in cesarski dvor, na katerem so prisostvovali tudi podrejeni klani in ni imel stalne prestolnice. Prevzeli so kitajsko pisavo. Pomembni klani iz obdobja so Soga, Kucaragi, Heguri, Koze v provincah Jamato in Bizen ter klani Kibi v provinci Izumo. Klana Otomo in Mononobe sta bila vojaško vodstvo, klana Nakatomi in Inbe pa sta vodila obredje. Klan Soga je priskrbel najvišjega ministra, Otomo in Mononobe pa druga najvišja ministra. Glavna oseba v provinci je dobila naziv Kuni-no-mijacuko. Obrtniki so bili organizirani v cehe.

### Ozemeljske pridobitve kraljestva Jamato
Poleg arheološke najdb, ki kažejo na lokalnega monarha v provinci Kibi kot pomembnega rivala, je iz meja in bojišč na področju kraljestva Jamato znana tudi legenda o princu Takeruju Jamatu. Meja je bila očitno nekje v provinci Izumo (vzhod današnje prefekture Šimane). Druga meja je bila na Kjušuju, severno od današnje prefekture Mukamoto. Legenda govori o deželi na vzhodu, ki ni ubogala cesarskega dvora. Tja je bil poslan Takeru Jamato v boj. Današnja provinca Kaj je en možen kraj, kjer se je zadržal med vojaškimi ekspedicijami, a je oddaljenost dežele od centra Jamato stvar ugibanj.
Severna meja v obdobju je razložena v Kodžikiju kot legenda ekspedicij Šido šoguna (四道将軍, Šogun štirih smeri). Od štirih šogunov naj bi se Obiko usmeril na sever v Koši, njegov sin Take Nunakavavake pa proti vzhodnim deželam. Obiko se je od Košija obrnil na vzhod, njegov sin pa na sever, da sta se srečala pri Ajuzuju na zahodu današnje prefekture Fukušima. Čeprav legenda verjetno ni zgodovinsko dejstvo, je Ajzu precej blizu juga regije Tohoku, kjer je na severu od konca 4. stoletja še kultura ključavniških kofunov.

### Okimi
V obdobju Kofun se razvije zelo aristokratska družba z vojaškimi vodji. Obdobje Kofun je kritična stopnja v japonski evoluciji v smeri bolj povezane in priznane države. Najrazvitejša je bila v regiji Kinai na severu Notranjega morja Seto. Japonski vladarji so pošiljali peticije na kitajski dvor za potrditev dvornih nazivov.
Čeprav so bili vladarji Japonske v tem času diplomatsko gledano kralji, so se v tem času naslovili z okimi (Veliki kralj). Napis na dveh mečih Inarijama in Eta Funajama se bereta napisa Amenošita Širošimesu (治天下 - ki vlada nebesom in zemlji) in Okimi (大王) kot referenca na vladarja, ki sta mu nosilca mečev služila. Kaže na to, da so vladarji tega časa uporabljali versko avtoriteto in nebeška bitja za upravičevanje vladavine. V 7. stoletju so naziva zamenjali s tenno.

### Klani na dvoru Jamato
Veliko klanov in lokalnih poglavarjev je trdilo, da so potomci cesarske družine in klanskih božanstev. Primer je napis na meču Inarijama, ki vsebuje imena prednikov, izvor pa je pripisal Obiku (大彦), ki je po Nihon Šokiju sin cesarja Kogena. Drugi trdijo, da izvirajo iz Koreje in Kitajske.
V 5. stoletju je postal klan Kacuragi, potomci cesarja Kogena, zaradi porok v cesarsko družino najmočnejša sila na dvoru. Po njihovem zatonu konec 5. stoletja je to vlogo prevzel klan Otomo. Po smrti cesarja Bureca brez dediča je Otomo no Kanamura predlagal cesarja Kejtaja, zelo oddaljenega cesarskega sorodnika iz province Koši, za novega monarha. Kanamura je zaradi propadlih diplomatskih politik odstopil, na začetku Obdobja Asuka sta prišla na oblast klana Mononobe in Soga.

## Družba v Obdobju Kofun

### Torajdžin
Izraz Torajdžin se nanaša na ljudi, ki so prišli na Japonsko iz tujine na povabilo dvora, pa tudi na celinske Kitajce, ki so prišli prebivat na starodavno Japonsko preko otočja Rjukju ali Korejskega polotoka. Na Japonsko so prinesli veliko vidikov kitajske kulture, ki jo je dvor Jamato spoštoval in prišleke posledično dobro sprejel. Po knjigi Šinsen Šodžiroku, zbrani v letu 815, je bilo 154 od 1182 klanov v regiji Kinai na Honšuju iz tujine. 163 družin je bilo iz Kitajske, 104 in kraljestva Baekje, 41 iz Gogzrjeoja, 6 iz Sille in 3 iz Gaje. Lahko, da so družine prišle na Japonsko med leti 356 in 645.

### Kitajske migracije
Po Šinsen Šodžirokuju (registru za aristokrate) so bile mnoge pomembne osebnosti na Japonskem iz Kitajske. Leta 815 so dodali 163 kitajskih klanov. Po Nihon Šokiju je leta 403 prispel klan Hata, potomci Qin Shi Huanga, ki so ga zadolžili za proizvodnjo svile in sviloprejstvo. Po ustanovitvi finančnega ministrstva je ta in mnoge druge položaje (tudi ministra zakladnice) zasedel Hata no Ocučiči
Leta 409 je prispel Ači no omi, prednik klana Jamato-Aja, in se ustalil v provinci Imaki. Klan Kavači-no-Fumi, potomci Gaozuja iz dinastije Han, so prinesli kitajske pismenke. Klan Takamuko so potomci Cao Caa. Takamuko no Kuromaro je osrednja figura reform Taika.

### Korejske migracije
Mnogi korejski priseljenci, ki so prišli na Japonsko v 4. stoletju, so ustanovili pomembne klane. Po Kodžikiju in Nihon Šokiju je eden starejših priseljencev v času cesarja Sujnina okoli 3. ali 4. stoletja korejski princ kraljevine Silla, Amenohiboko. Kraljestvi Baekje in Silla sta pošiljali svoje prince kot talce na dvor Jamato za vojaško pomoč. Kralj Muryeong kraljestva Baekje je bil rojen na Kjušuju kot sin talca v letu 462, na Japonskem pa je pustil sina, ki bo postal prednik klana Jamato no Fubita (和史). Po Šoku Nihongiju (続日本紀) je bila Takano no Nigasa, potomka po kralju Murjeongu (v deseti generaciji), izbrana za priležnico cesarju Koninu, kasneje pa je postala mati cesarju Kanmuju.

## Kultura Obdobja Kofun

### Jezik
Kitajci, Korejci in Japonci so pri zapisovanju zgodovine uporabljali kitajske pismenke, zaradi česar težko sledimo stari izgovorjavi teh jezikov. Čeprav je bilo pisanje domorodnim Japoncem v tem času še vedno večinoma neznano, so bile veščine prišlekov visoko spoštovane med elitami. Meč Inarijama (471–531) vsebuje pismenke v kitajskem slogu iz tistega časa.

### Haniva
Konjenica je nosila oklep, meče in drugo orožje ter se bojevala po vojaških metodah, podobnih tistim iz severovzhodne Azije. Dokazi o teh premikih so figure haniva (埴輪 - glineni obroč), glineni darovi, ki so jih postavljali v obroču okoli grobnic vladajoče elite. Najpomembnejše hanive so našli na jugu Honšuja (regija Kinaj oboli prefekture Nara) in severu Kjušuja. Daritve haniva so bile v obliki konj, piščancev, ptičev, pahljač, rib, hip, orožja, ščitov, senčnikov, blazin in ljudi. Simbol cesarske moči je bil tudi matagama (勾玉 - ukrivljen dragulj).

### Predstavitev materialne kulture na Japonsko
Večinam materialne kulture Obdobja Kofun kaže na to, da je bila Japonska v živahnem političnem in gospodarskem stiku s celinsko Azijo, predvsem južnimi dinastijami Kitajske in državami na Korejskem polotoku. Na obeh straneh Korejske ožine so našli zrcala, vlita iz istih modelov. Namakanje, sviloprejstvo in tkanje so prinesli kitajski priseljenci, na primer klan Hata (秦 "Qín"v kitajščini).

## Proti obdboju Asuka
Obdobje Kofun se prevesi v obdboje Asuka v sredini 6. stoletja s predstavitvijo budizma (uradno leta 538). Obdobje Asuka se ujema z združitvijo Kitajske pod dinastijo Sui kasneje v istem stoletju. Kitajska kultura je globoko vplivala na Japonsko, ki da širši kulturni kontekst razločitvi obdobja Jamato na Kofun in Asuko.

## Odnosi med dvorom Jamato in korejskimi kraljestvi

### Kitajski zapisi
Po Knjigi Sujev naj bi kraljestvi Silla in Baekje visoko cenili odnose z Va iz obdobja Kofun; zelo naj bi želeli ohranjati dobre odnose z Japonci. Po Knjigi Songov naj bi v letu 451 kitajski cesar imenoval pet kraljev Va za nadzor vseh vojaških zadev v državah Va, Silla, Imna, Gara, Jinhan in Mahan. Po Steli Gwanggaeto naj bi bili kraljestvi Silla in Baekje podrejeni Japonski. Korejski zgodovinarji trdijo, da da vstavitev različnih pismenk in ločil v mesto manjkajočih štiri različne pomene. Kitajski raziskovalci trdijo, da sta podrejeni državi Silla in Baekje edini možni interpretaciji. V skladu s Portreti periodični darovanj je Silla darovala Japonski, zato ni mogla darovati Kitajski do leta 521.

### Korejski zapisi
Po Kroniki treh kraljestev sta Silla in Baekje pošiljali prince kot talce na dvor Jamato v zameno za vojaško podporo za na nadajevalje vojaških ekspedicij; kralj Asin iz Baekjeja je leta 397 poslal sina Jeonjija, kralj Silseong iz Sille pa sina Misaheuna leta 402. Hogong iz Japonske je pomagal ustanoviti Sillo.

### Japonski zapiski
Po Nihon Šokiju je japonska cesarica Džingu v 3. stoletju osvojila Sillo. Princ iz Sille je prišel na Japonsko služit cesarju. Živel naj bi v provinci Tadžima, imenoval pa se je Amenohiboko. Po Kodžikiju  in Nihon Šokiju je v času vladavine cesarja Odžina kralj Geunchogo iz kraljevine Baekje pošiljal žrebce, kobile in trenerje konjev cesarju.

### Polemike
Japonska in Južna Koreja sta se v zadnjem desetletju vrnili k prejšnjim interpretacijam zgodovine tega obdobja. Prvi skupni zgodovinski projekt med državama se je leta 2005 končal zaradi nestrinjanj, a se je kasneje nadaljeval.
Arheološki dokazi in starodavni kitajski viri kažejo, da se različna plemena niso začela združevati do leta 300, ko se pojavijo velike grobnice. Nekateri opisujejo skrivnostno stoletje kot čas pogostih vojskovanj za hegemonijo nad Kjušujem in Honšujem. Nihon Šoki dodatno oteži zadeve, saj pravi, da je japonski kralj vladal nad korejskimi vladarji. Zaradi konfliktnih informacij ne moremo zaključiti ničesar o Knjigi Songov in Nihon Šokiju.
Glede na zgodovinske zapise na Japonskem in v Koreji so Korejci pošiljali prince kot talce na japonski dvor. Zaradi zmede glede narave razmerja med državami, glede ustanovitve Sille in talcev, ter dejstva, da je Nihon Šoki kompilacija mitov, resničnost zbirke težko obravnavamo. Na Japonskem je interpretacija s talci prevladujoča. Drugi zgodovinarji, kot so sodelujoči pri knjigi Paekche of Korea and the origin of Yamato Japan in Jonathan W. Best, ki je pomagal pri prevodu preostanku analov Baekje so ugotovili, da je kralj Silla služil kot rejec konj za japonskega cesarja, princi pa so služili kot nekakšni diplomati med vojno s Kogurjeojem z družinskimi vezmi na japonskem dvoru, ne pa kot talci.